# Glorious Bankrobbers
Glorious Bankrobbers bildades sommaren 1983 i Sollentuna norr om Stockholm. 
Första sättningen var: Olle Hillborg (sång), Jonas Pettersson och Mikael Jansson (gitarr), Staffan Björkman (bas) och Jörgen Bergman på trummor. Mikael, Staffan och Jörgen lämnade bandet och ersattes av basisten Pelham och trummisen Oden (Anders Odenstrand) inför inspelningen av första albumet "Glorious Bankrobbers" 1984 (producerad av Kee Marcello). GB turnerade i Sverige + några spelningar i Norge och Finland och ansågs vara ett av Sveriges mest explosiva liveakter på den tiden. Pelham lämnade bandet 1987 och Lake (Skoglund) hoppade in på bas. Mikael från ursprungssättningen kom med igen och "Dynamite Sex Dose" spelades in våren 1989. Titelspåret visades på MTV:s Headbangers ball flera gånger. Plattan följdes av spelningar på klubbar och folkparker från Malmö upp till Tromsø. GB var även förband till Yngwie Malmsteen på Johanneshov isstadion. I november 1990 var bandet till New York och gjorde en promotionturné på Manhattan/Queens/Staten Island (Cat Club, CBGBs, Spoodee Yodies, Wolf Club, Bond Street Cafe, Red Spot). Ett livealbum från CBGB's släpptes 1991.
GB upplöstes 1991-1992 och Olle flyttade till Norge och sjöng med Backstreet Girls. Resten av bandet med den nya sångaren Michael Oran fortsatte under namnet Mental Hippie Blood, där även Anders "Gary" Wikström från Treat medverkade.
Vintern 2006/2007 sattes bandet ihop igen, fast utan Mikael Jansson och släppte albumet "The Glorious Sound of Rock'n'Roll" som innehöll tidigare utgivna och outgivna spår. Det blev sista albumet med trummisen Anders Odenstrand som avled 2012 i cancer.
Med de nya medlemmarna Danne Lagerstedt (gitarr) och Anders Bentell  (trummor) släpptes plattan ”Back on the  road” under våren 2023.
Under 2023 slutade först Danne och senare Lake och ny basist blev Jojje ( Georgios Vamvatsicos) från Supralunar. 